# Ardiei
Gli Ardiei (in Illirico: Ardjanet, e loro re Bardhyl , in Greco Ἀρδιαῖοι, Οὐαρδαῖοι; latino Bardiaei), più tardi chiamati Bardei, erano una tribù illirica stanziata anticamente nella Liburnia attorno alla seconda metà del II millennio a.C..
Incalzati e sconfitti dai Celti nel IV secolo a.C. furono costretti a emigrare a sud della Narenta, all'altezza dell'isola di Lesina, nell'entroterra dell'attuale Croazia e Bosnia ed Erzegovina. Popolo di contadini e occasionalmente di pirati, i Bardei entravano spesso in conflitto con i popoli vicini, soprattutto con gli Autariati e i Macedoni. Sotto la guida del loro capo Bardhyli, i Bardei si allearono con le altre genti illiriche per invadere la Macedonia; seguì una battaglia contro il re Perdicca III, che rimase ucciso. A Perdicca succedette Filippo II, che nel 358 a.C. rimediò agli Ardei una pesante sconfitta, ove perirono Bardhyli e settemila illiri.
A Bardhyli succedette il figlio Clitos, il quale, nel 336 a.C., si alleò con Glauco, re dei Taulanti, e mosse guerra contro i Macedoni stavolta retti dal giovane re Alessandro, figlio di Filippo; questi però costrinse i Bardei alla fuga verso la costa dalmata, e qui i superstiti dell'esercito bardeo, temendo la vendetta macedone, si imbarcarono alla volta delle coste dell'Apulia, a sud del fiume Ofanto. Secondo un'ipotesi ottocentesca avrebbero fondato l'insediamento di Bardulos (oggi Barletta).